# Nuoto ai campionati mondiali di nuoto 2022 - 400 metri misti femminili
La gara di nuoto dei 400 metri misti femminili dei campionati mondiali di nuoto 2022 è stata disputata il 25 giugno 2022 presso la Duna Aréna di Budapest. Vi hanno preso parte 19 atlete provenienti da 15 nazioni.
La competizione è stata vinta dalla nuotatrice canadese Summer McIntosh, mentre l'argento e il bronzo sono andati rispettivamente alle statunitensi Katie Grimes e Emma Weyant.

## Podio
| Posizione | Atleta          | Nazionalità |
| --------- | --------------- | ----------- |
| Oro       | Summer McIntosh | Canada      |
| Argento   | Katie Grimes    | Stati Uniti |
| Bronzo    | Emma Weyant     | Stati Uniti |

## Programma
| Data           | Ora (UTC+2) | Turno    |
| -------------- | ----------- | -------- |
| 25 giugno 2022 | 09:00       | Batterie |
| 25 giugno 2022 | 19:01       | Finale   |

## Record
Prima della competizione il record del mondo e il record dei campionati erano i seguenti:
| Record mondiale       | 4'26"36 | Katinka Hosszú Ungheria | 6 agosto 2016 Rio de Janeiro, Brasile |
| Record dei campionati | 4'29"33 | Katinka Hosszú Ungheria | 30 luglio 2017 Budapest, Ungheria     |

Nel corso della competizione non sono stati migliorati.

## Risultati

### Batterie
| Pos. | Batteria | Corsia | Atleta                     | Nazionalità   | Tempo   | Note |
| ---- | -------- | ------ | -------------------------- | ------------- | ------- | ---- |
| 1    | 2        | 5      | Summer McIntosh            | Canada        | 4'36"15 | Q    |
| 2    | 2        | 3      | Katie Grimes               | Stati Uniti   | 4'36"68 | Q    |
| 3    | 2        | 4      | Emma Weyant                | Stati Uniti   | 4'38"52 | Q    |
| 4    | 2        | 2      | Ge Chutong                 | Cina          | 4'38"95 | Q    |
| 5    | 3        | 5      | Katinka Hosszú             | Ungheria      | 4'39"15 | Q    |
| 6    | 3        | 4      | Yui Ōhashi                 | Giappone      | 4'39"52 | Q    |
| 7    | 2        | 6      | Jenna Forrester            | Australia     | 4'40"20 | Q    |
| 8    | 3        | 6      | Ageha Tanigawa             | Giappone      | 4'40"70 | Q    |
| 9    | 3        | 3      | Viktória Mihályvári-Farkas | Ungheria      | 4'41"16 |      |
| 10   | 2        | 7      | Mya Rasmussen              | Nuova Zelanda | 4'41"98 |      |
| 11   | 3        | 2      | Tessa Cieplucha            | Canada        | 4'44"53 |      |
| 12   | 3        | 7      | Freya Colbert              | Gran Bretagna | 4'45"55 |      |
| 13   | 3        | 8      | Cyrielle Duhamel           | Francia       | 4'52"24 |      |
| 14   | 2        | 1      | Gabrielle Gonçalves        | Brasile       | 4'52"61 |      |
| 15   | 2        | 8      | Florencia Perotti          | Argentina     | 4'55"43 |      |
| 16   | 3        | 9      | Kristen Romano             | Porto Rico    | 4'56"39 |      |
| 17   | 1        | 4      | Kamonchanok Kwanmuang      | Thailandia    | 4'56"59 |      |
| 18   | 1        | 3      | Simone Kabbara             | Libano        | 5'07"33 |      |
| 19   | 1        | 5      | Samantha van Vuure         | Curaçao       | 5'34"75 |      |
| -    | 2        | 0      | Nikoleta Trniková          | Slovacchia    | -       | dns  |
| -    | 3        | 0      | Chloe Cheng                | Hong Kong     | -       | dns  |
| -    | 3        | 1      | Anastasia Gorbenko         | Israele       | -       | dns  |

### Finale
| Pos.    | Corsia | Atleta          | Nazionalità | Tempo   | Note |
| ------- | ------ | --------------- | ----------- | ------- | ---- |
| Oro     | 4      | Summer McIntosh | Canada      | 4'32"04 |      |
| Argento | 5      | Katie Grimes    | Stati Uniti | 4'32"67 |      |
| Bronzo  | 3      | Emma Weyant     | Stati Uniti | 4'36"00 |      |
| 4       | 2      | Katinka Hosszú  | Ungheria    | 4'37"89 |      |
| 5       | 7      | Yui Ōhashi      | Giappone    | 4'37"99 |      |
| 6       | 6      | Ge Chutong      | Cina        | 4'38"37 |      |
| 7       | 1      | Jenna Forrester | Australia   | 4'42"39 |      |
| 8       | 8      | Ageha Tanigawa  | Giappone    | 4'44"28 |      |